# Myzostoma adhaerens
Myzostoma adhaerens is een ringworm uit de familie Myzostomatidae.
Myzostoma adhaerens werd in 1918 voor het eerst wetenschappelijk beschreven door Remscheid.